# Chameleon (seriefigur)
För andra betydelser, se Kameleonten (olika betydelser).
Chameleon (på svenska även känd som Kameleonten) är en superskurk i Marvels universum, skapad av Stan Lee och Steve Ditko, och han är en av Spindelmannens fiender. Han dök upp för första gången i Amazing Spider-Man #1, 1963.
Chameleon föddes som Dmitri Smerdyakov i Sovjetunionen och var halvbror och tjänare till Sergej Kravinoff (Kraven the Hunter). Han flyttar så småningom till USA där han började försörja sig med brott. Han har sedan sin barndom varit en mästare på förklädnader och röstimitationer, och använder sig av realistiska masker. Han tog sig därför kodnamnet Chameleon. Han använder ofta denna talang för att sätta ditt sina fiender för sina brott eller för att smälta in i folkmängden om han blir jagad av en hjälte. I bland annat TV-serier kan han kopiera någon annans utseende genom att ta ett foto av den han vill se ut som med en kamera som sitter i hans bälte. Kameran aktiverar han med en knapp och trycker han på knappen igen så ser han ut som den personen som han just tog ett kort på. Han kan även bläddra i kamerans minne för att se ut som någon som han fotograferat tidigare. Men om han blir t.ex. Spiderman så får han inte Spidermans krafter och han kan heller inte ta av sig masken för att få reda på Spidermans sanna identitet, eftersom han bara tagit ett foto av dräkten. Om han skulle ta av sig masken när han kopierat sig till t.ex. Spiderman, så skulle han bara se sig själv i Spidermans dräkt.

## I andra medier

### Television
- Chameleons första TV-framträdande var i Iron Man-segmentets avsnitt "Cliffs Of Doom" och i Hulkavsnittet "Enter The Chameleon" av TV-serien The Marvel Super Heroes.
- Han dyker upp igen i 1981 års TV-serie av Spindelmannen "Arsenic and Aunt May", där han förklär sig till Ben Parkers ande för att manipulera faster May.
- Chameleon var den medverkande skurken i avsnittet "Seven Little Superheroes" av TV-serien Spider-Man and His Amazing Friends. Han lurar Spindelmannen, Iceman, Firestar, Captain America, Doktor Strange, Sub-Mariner och Shanna the She-Devil ut på en ö för att fånga dem en efter en.
- I 1994 års TV-serie av Spindelmannen är Chameleon en internationell yrkesmördare och spion. Han använder i denna version ett bälte som ger honom förmågan att byta skepnad genom att lagra personers utseenden i det. Han dyker upp första gången i avsnittet "Day of the Chameleon", där han försöker att eliminera två kända diplomater innan de skriver på ett viktigt fredskontrakt. Ett misstag han gör är att använda förklädnaden av en spegelvänd bild av Nick Fury, så att ögonlappen hamnar över fel öga. På så sätt skiljer Spindelmannen honom från den riktige Fury. Han dyker upp igen i avsnittet "The Insidious Six" där Kingpin rekryterar honom till Insidious Six, tillsammans med Doktor Octopus, Rhino, Shocker, Scorpion och Mysterio, för att eliminera Spindelmannen och Kingpins ärkerival Silvermane. I avsnittet "Framed" jobbar han för Kingpins son, Richard Fisk, för att sätta dit Peter Parker för förräderi. När Parker rentvår sin namn hamnar Chameleon och Richard i fängelse. I avsnittet "The Cat" befriar Kingpin, Doktor Octopus och Herbert Landon honom från S.H.I.E.L.D.s topphemliga fängelse. Han får uppdrag att befria en annan fånge, John Hardesky, för att föra honom till Kingpin. Han misslyckas dock och hamnar åter i fängelset. Hans sista framträdande i serien blir i "Six Forgotten Warriors" där han åter förenar sig med Insidious Six, med Vulture som Mysterios ersättare. Han förråder dock Kingpin och sluter sig samman med Elektro och Red Skull. Något som är annorlunda i denna version är att Chameleon aldrig pratar i sin rätta form. I ett av avsnitten förvandlar han sig till och med till Kingpin bara för att säga en mening.
- Chameleon dyker även upp i The Spectacular Spider-Man. Hans första framträdande är i avsnittet "The Uncertainty Principle", där en konkurrent till Oscorp lejer honom för att förklä sig till Norman Osborn och stjäla företagets hemligheter. Det avslöjades dock inte att det var han förrän det sista avsnittet "Final Curtain". I avsnittet "Persona" blir han anställd av en icke namngiven general för att stjäla symbioten, men misslyckas på grund av en strid mellan Spindelmannen och Black Cat. Senare maskerar han sig som Spindelmannen och begår ett flertal brott för att lägga skulden på den riktige Spindelmannen.

### TV-spel
- Chameleon dyker upp som boss i ett TV-spel baserat på 1994 års TV-serie, där han attackerar spelaren genom att förklä sig till (samt imitera) Rhino och Owl.